# Akane Yamaguchi
Akane Yamaguchi (山口 茜 (Yamaguchi Akane?); 6 giugno 1997) è una giocatrice di badminton giapponese.

## Palmarès

### Mondiali
- 2 medaglie:
  - 1 bronzo (Nanjing 2018 nel singolo)
  - 1 oro (Tokyo 2022 nel singolo)

### Sudirman Cup
- 2 medaglie:
  - 1 argento (Dongguan 2015)
  - 1 bronzo (Gold Coast 2017)

### Uber Cup
- 3 medaglie:
  - 1 oro (Bangkok 2018)
  - 1 argento (New Delhi 2014)
  - 1 bronzo (Kunshan 2016)

### Giochi asiatici
- 3 medaglie:
  - 1 oro (Giacarta 2018 a squadre)
  - 2 bronzi (Incheon 2014 a squadre; Giacarta 2018 nel singolo)

### Campionati asiatici
- 1 medaglia:
  - 1 argento (Wuhan 2017 nel singolo)

### Giochi dell'Asia orientale
- 2 medaglie:
  - 2 bronzi (Tianjin 2013 nel singolo; Tianjin 2013 a squadre)

### Giochi olimpici giovanili
- 1 medaglia:
  - 1 argento (Nanjing 2014 nel singolo)